# Les Garennes-sur-Loire
Les Garennes-sur-Loire es una comuna nueva francesa situada en el departamento de Maine y Loira, de la región de Países del Loira.

## Historia
Fue creada el 15 de diciembre de 2016, en aplicación de una resolución del prefecto de Maine y Loira de 6 de septiembre de 2016 con la unión de las comunas de Juigné-sur-Loire y Saint-Jean-des-Mauvrets, pasando a estar el ayuntamiento en la antigua comuna de Juigné-sur-Loire.

## Demografía
| Gráfica de evolución demográfica de Les Garennes-sur-Loire entre 1800 y 2013 |
|                                                                              |

Los datos entre 1800 y 2013 son el resultado de sumar los parciales de las dos comunas que forman la nueva comuna de Les Garennes-sur-Loire, cuyos datos se han cogido de 1800 a 1999, para las comunas de Juigné-sur-Loire y Saint-Jean-des-Mauvrets de la página francesa EHESS/Cassini. Los demás datos se han cogido de la página del INSEE.

## Composición
| Comuna delegada         | Código INSEE | Población (2013) | Superficie (km²) | Densidad (hab./km²) |
| ----------------------- | ------------ | ---------------- | ---------------- | ------------------- |
| Juigné-sur-Loire        | 49167        | 2621             | 12.49            | 210                 |
| Saint-Jean-des-Mauvrets | 49290        | 1751             | 12.76            | 37                  |